# Deutsche Independentcharts
Die Deutschen Independentcharts waren eine Chartauswertung des Marktforschungsunternehmens Media Control GfK International, die monatlich veröffentlicht wurde. Sie beinhaltete die erfolgreichsten durch unabhängige Musiklabels veröffentlichten Musikalben auf dem deutschen Musikmarkt und galt als offizielle Chartliste in Deutschland.

## Allgemeine Informationen und Qualifikationskriterien
Die Independentcharts wurden im Auftrag des Verbands unabhängiger Musikunternehmen e. V. vom deutschen Marktforschungsunternehmen Media Control GfK International ermittelt und publiziert. Sie erfassten Verkäufe von Bild- beziehungsweise Tonträgern sowie Downloads aus dem stationären Handel, E-Commerce und dem digitalen Download. Die Einführung der Deutschen Independentcharts erfolgte im Januar 2011 als monatliche Top-20-Hitparade für Musikalben. Dabei wurden gleich drei neue Hitlisten eingeführt. Neben den klassischen Top 20 Independentcharts wurden eigenständige Top 20 Independent-Distributorcharts und Top 20 Independent-Newcomercharts erhoben. In den klassischen Independentcharts wurden nur Alben von Musikern berücksichtigt, die durch unabhängige Musiklabels, die sogenannten Independent-Labels, veröffentlicht wurden. Bei den Newcomercharts kam zusätzlich die Bedingung hinzu, dass die Veröffentlichung nicht öfters als zweimal in den Albumcharts platziert sein durfte. Bei den Distributorcharts kam stattdessen die Bedingung hinzu, dass der Vertrieb ebenfalls konzernunabhängig erfolgen musste. Ziel war es, die Aufbauarbeit der Independent-Labels, die Kreativität sowie das Tätigen von langfristigen Investitionen in den nachhaltigen Erfolg der Künstler zu fördern. Das Pendant hierzu sind in den Vereinigten Staaten die Billboard Independent Albums (ehemals Billboard Top Independent Albums) und im Vereinigten Königreich die U.K. Independent Charts. Die Independentcharts bildeten einen Auszug aus den regulären Album Top 100 ab, in denen Verkäufe unabhängig von jeglichen Repertoire-Segmenten erfasst werden. Eine parallele Platzierung eines Produktes sowohl in den Album Top 100 als auch in den Independentcharts war daher nicht nur grundsätzlich möglich, sondern die Regel. Der Status bezüglich dieser Chartauswertung ist unbekannt. Die klassischen und die Distributorcharts wurden letztmals im Februar 2014 publiziert. Die Newcomercharts wurden zum letzten Mal für den Monat Juni 2015 öffentlich publiziert.

## Vergangenheit
Bereits vor der Einführung der offiziellen Independentcharts gab es in der Vergangenheit gleichartige Listen in Deutschland. Das deutsche Musikmagazin Sounds veröffentlichte von August 1980 bis Juni 1981 eigene Alternativecharts, die ab Dezember 1980 in Sounds Charts umbenannt wurden. Die Erhebung basierte auf den Verkaufsangaben von Schallplattenläden und Versendern mit dem Schwerpunkt unabhängig produzierter Schallplatten. Die Listen erhoben keinen Anspruch auf Objektivität. Das Spex-Magazin veröffentlichte ab Juni 1988 bis Anfang der 1990er Jahre ebenfalls eigene Independentcharts basierend auf den Verkaufszahlen von WOM (World of Music). Die anschließend veröffentlichten Spex Underground Charts bezogen auch Veröffentlichungen der Major-Labels wie RCA Records oder auch WEA Records mit ein.

## Chartinformationen (Klassische Independentcharts)
Die erste Chartausgabe erfolgte für den Januar 2011 und wurde erstmals am 11. Februar 2011 publiziert. Das erste Album, das sich an der Chartspitze platzieren konnte, stammt von der britischen Popsängerin Adele, die mit ihrem zweiten Studioalbum 21 erstmals die Chartliste anführte. Auf den Rängen zwei und drei folgten Xavier Naidoo (Alles kann besser werden) und Schandmaul (Traumtänzer). Die letzte bekannte Chartausgabe vom Februar 2014 führte die deutsche Punkband Broilers mit ihrem sechsten Studioalbum Noir an, vor Within Temptation (Hydra) und Wolfgang Petry (Einmal noch!).

### Nummer-eins-Alben
| 2011 | 2012 |
| --- | --- |
| - Adele – 21 - 5 Monate (Januar – Mai, insgesamt 12 Monate) - Paul Kalkbrenner – Icke wieder - 1 Monat (Juni) - Adele – 21 - 7 Monate (Juli 2011 – Januar 2012, insgesamt 12 Monate) | - Adele – 21 - 7 Monate (Juli 2011 – Januar 2012, insgesamt 12 Monate) - Xavier Naidoo – Danke für’s Zuhören – Liedersammlung 1998–2012 - 2 Monate (Februar – März) - Die Ärzte – auch - 1 Monat (April) - Die Toten Hosen – Ballast der Republik - 2 Monate (Mai – Juni, insgesamt 4 Monate) - Cro – Raop - 2 Monate (Juli – August) - Xavas – Gespaltene Persönlichkeit - 2 Monate (September – Oktober) - Pur – Schein & Sein - 1 Monat (November) - Die Toten Hosen – Ballast der Republik - 2 Monate (Dezember 2012 – Januar 2013, insgesamt 4 Monate) |
| 2013 | 2014 |
| - Die Toten Hosen – Ballast der Republik - 2 Monate (Dezember 2012 – Januar 2013, insgesamt 4 Monate) - Kollegah & Farid Bang – Jung, brutal, gutaussehend 2 - 1 Monat (Februar) - Passenger – All the Little Lights - 1 Monat (März) - Prinz Pi – Kompass ohne Norden - 1 Monat (April) - Deep Purple – Now What?! - 1 Monat (Mai) - Xavier Naidoo – Bei meiner Seele - 2 Monate (Juni – Juli) - Alligatoah – Triebwerke - 1 Monat (August) - Die Ärzte – Die Nacht der Dämonen - 1 Monat (September) - Kay One – Rich Kidz - 1 Monat (Oktober) - Frei.Wild – Still - 1 Monat (November) - Die Toten Hosen – Der Krach der Republik - 1 Monat (Dezember) | - SDP – Bunte Rapublik Deutschland - 1 Monat (Januar) - Broilers – Noir - 1 Monat (Februar) |

### Jahrescharts
| 2011 1. Adele – 21 2. Adele – Live at the Royal Albert Hall 3. Adele – 19 4. Kool Savas – Aura 5. Nightwish – Imaginaerum 2012 1. Die Toten Hosen – Ballast der Republik 2. Adele – 21 3. Xavier Naidoo – Danke fürs Zuhören – Liedersammlung 1998–2012 4. Die Ärzte – auch 5. Cro – Raop | 2013 1. Passenger – All the Little Lights 2. Xavier Naidoo – Bei meiner Seele 3. Die Toten Hosen – Ballast der Republik 4. Kollegah & Farid Bang – Jung, brutal, gutaussehend 2 5. Cro – Raop |